# Pallo Jordan
Pour les articles homonymes, voir Jordan.
 (février 2019).
Si vous disposez d'ouvrages ou d'articles de référence ou si vous connaissez des sites web de qualité traitant du thème abordé ici, merci de compléter l'article en donnant les références utiles à sa vérifiabilité et en les liant à la section « Notes et références ».
Zweledinga Pallo Jordan (né le 22 mai 1942 à B Location, Kroonstad, État libre d'Orange) est un homme politique d'Afrique du Sud, membre de l'ANC, député, ministre des postes, des télécommunications et des médias (1994-1996), ministre de l'environnement et du tourisme (1996-1999) et ministre des arts et des affaires culturelles (2004-2009).

## Biographie
Son père, Archibald Campbell Jordan, était un linguiste africain, romancier, maître de conférences (université de Fort Hare, université du Cap, université de Californie, université du Wisconsin).
Sa mère, Priscilla Phyllis (née Ntantala) était une enseignante.
La famille Jordan vécut d'abord à Kroonstad puis à Alice jusqu'à ce que AC Jordan soit nommé maître de conférence en langues africaines à l'université du Cap où il fut le premier africain membre de la direction en 1946.
Pallo Jordan était membre de la Non-European Unity Movement (NEUM). Le fils, Pallo Jordan, s'éveilla à la conscience politique dès l'âge de sept ans.
En 1960, Pallo Jordan rejoint l'ANC et poursuit ses études dans les universités d'Afrique du Sud, d'Angleterre et des États-Unis (Université du Wisconsin en 1962).
En 1975, il travaille à plein temps pour l'ANC à son quartier général de Londres comme membre de l'unité de recherche du département de l'information.
En 1977, il dirige Radio Freedom depuis Luanda, Angola, et commence à enseigner l'histoire et la propagande politique au sein des camps d'entrainement d'Umkhonto weSizwe.
En 1979, Oliver Tambo le fait nommer directeur de la propagande interne.
En 1980, il prend la direction de l'unité de recherche du département de l'information et s'installe à Lusaka. Il publie plusieurs articles dont : 
- Moses Kotane : un révolutionnaire africain, 1974
- Le soulèvement de Soweto, 1976
- La petite bourgeoisie africaine, 1984
- La nouvelle phase de la contre révolution, 1985
- Le mouvement de libération sud-africain et la naissance d'une nouvelle nation, 1986
- La politique sud-africaine de l'Union soviétique, 1990

Entre 1985 et le milieu des années 1990, Jordan dirige un certain nombre de délégations de l'ANC dans les conférences internationales au Zimbabwe, en Tanzanie, aux États-unis, en URSS ou en Grande-Bretagne.
En 1986, il fait partie d'une délégation de l'ANC qui rencontre en Zambie plusieurs hommes d'affaires blancs d'Afrique du Sud.
Critique de gauche de l'URSS, il s'oppose à Joe Slovo du parti communiste sud-africain quant à la politique à mener par l'ANC une fois qu'elle serait au pouvoir.
Après plusieurs hautes fonctions au sein de l'ANC, il succède à Thabo Mbeki en 1989 en tant que directeur de l'information.
De retour en Afrique du Sud en 1990, il devient en 1994 le porte parole de l'ANC à la télévision.
Le 27 avril 1994, il est élu au parlement d'Afrique du Sud (numéro cinq sur la liste nationale de l'ANC) et devient ministre des postes, des télécommunications et des médias.
En 1996, il est nommé ministre de l'Environnement et du Tourisme.
De 1999 à 2004, il est membre du parlement chargé de la Commission des affaires étrangères.
En 2004, il devient le ministre des Arts et des Affaires culturelles. C'est à cette fonction qu'il a la responsabilité d'approuver (ou non) par décret les recommandations du South African Geographical National Committee (SAGNC) concernant les changements toponymiques des villes, des rivières et des montagnes, des bâtiments et ouvrages publics ainsi que des provinces. C'est également à ce poste qu'il alors à gérer les difficultés d'égalités linguistiques et culturelles des différentes communautés d'Afrique du Sud.

## Vie personnelle
Marié, il est père d'une fille.